# Maria Rooth
Temple de la renommée de l'IIHF : 2015
Temple de la renommée du hockey suédois : 2015
Maria Rooth (née le 2 novembre 1979 à Ängelholm) est une joueuse suédoise de hockey sur glace qui a évolué en ligue élite féminine en tant qu'attaquante . Elle a remporté une médaille d'argent olympique aux Jeux olympiques de 2006 à Turin et médaille de bronze aux Jeux olympiques de 2002 à Salt Lake City. Elle a également remporté deux médailles de bronze dans les championnats du monde.

## Carrière
Elle est formée au Rögle BK où elle a débuté à l'âge de cinq ans. En 1992, elle part au Veddige HK. Elle joue ensuite au Jonstorp IF, au Helsingborg HC avant de s'envoler pour l'Amérique du Nord. Elle joue une saison avec à Boston avec l'Assabet Valley. De 1999 à 2003, elle intègre les Bulldogs de Minnesota-Duluth dans le championnat universitaire où elle a été capitaine-assistant. De retour au pays, elle porte les couleurs du Limhamn Limeburners puis du Mälarhöjden/Bredäng IK qui remporte le championnat national en 2005 et 2006. En 2006, elle signe au AIK IF et remporte notamment la Coupe d'Europe des clubs champions.

## Carrière internationale
Elle représente la Suède en senior depuis les championnats du monde 1996. Elle a participé aux Jeux olympiques de 1998, 2002 et 2006 pour un bilan de une médaille d'argent et une de bronze. Elle est capitaine-assistant.

## Statistiques

### En club
| Saison    | Équipe                       | Ligue               |    | Saison régulière | Saison régulière | Saison régulière | Saison régulière | Saison régulière |    | Séries éliminatoires | Séries éliminatoires | Séries éliminatoires | Séries éliminatoires | Séries éliminatoires |
| Saison    | Équipe                       | Ligue               | PJ | B                | A                | Pts              | Pun              | PJ               | B  | A                    | Pts                  | Pun                  |                      |                      |
| 1999-2000 | Bulldogs de Minnesota-Duluth | NCAA                | 32 | 37               | 31               | 68               | 26               | -                | -  | -                    | -                    | -                    |                      |                      |
| 2000-2001 | Bulldogs de Minnesota-Duluth | NCAA                | 32 | 41               | 31               | 72               | 16               | -                | -  | -                    | -                    | -                    |                      |                      |
| 2001-2002 | Bulldogs de Minnesota-Duluth | NCAA                | 30 | 22               | 16               | 38               | 24               | -                | -  | -                    | -                    | -                    |                      |                      |
| 2002-2003 | Bulldogs de Minnesota-Duluth | NCAA                | 30 | 19               | 35               | 54               | 22               | -                | -  | -                    | -                    | -                    |                      |                      |
| 2003-2004 | Limhamn Limeburners HC       | Division 1 féminine |    |                  |                  |                  |                  | 5                | 11 | 3                    | 14                   | 4                    |                      |                      |
| 2004-2005 | M/B Hockey                   | Division 1 féminine |    |                  |                  |                  |                  | 5                | 8  | 8                    | 16                   | 4                    |                      |                      |
| 2005-2006 | M/B Hockey                   | Division 1 féminine |    |                  |                  |                  |                  | 5                | 8  | 5                    | 13                   | 0                    |                      |                      |
| 2006-2007 | AIK IF                       | Division 1 féminine |    |                  |                  |                  |                  | 3                | 3  | 2                    | 5                    | 4                    |                      |                      |
| 2007-2008 | AIK IF                       | SDHL                | 14 | 16               | 15               | 31               | 4                | 4                | 3  | 7                    | 2                    | 7                    |                      |                      |
| 2008-2009 | AIK IF                       | SDHL                | 20 | 18               | 22               | 40               | 8                | 2                | 1  | 3                    | 0                    | 3                    |                      |                      |
| 2009-2010 | AIK IF                       | SDHL                | 20 | 11               | 15               | 26               | 9                | 3                | 2  | 0                    | 2                    | 0                    |                      |                      |

### Au niveau international
| Année | Équipe | Compétition          |   | PJ | B | A | Pts | Pun                |  | Résultats |
| 1996  | Suède  | Championnat d'Europe | 1 | 0  | 0 | 0 | 0   | Médaille d'or      |  |           |
| 1997  | Suède  | Championnat du monde | 5 | 2  | 3 | 5 | 6   | Quatrième place    |  |           |
| 1998  | Suède  | Jeux olympiques      | 5 | 2  | 1 | 3 | 0   | Cinquième place    |  |           |
| 1999  | Suède  | Championnat du monde | 5 | 0  | 3 | 3 | 0   | Quatrième place    |  |           |
| 2000  | Suède  | Championnat du monde | 5 | 3  | 0 | 3 | 6   | Quatrième place    |  |           |
| 2001  | Suède  | Championnat du monde | 5 | 1  | 2 | 3 | 6   | Septième place     |  |           |
| 2002  | Suède  | Jeux olympiques      | 5 | 1  | 3 | 4 | 10  | Médaille de bronze |  |           |
| 2004  | Suède  | Championnat du monde | 5 | 3  | 2 | 5 | 6   | Quatrième place    |  |           |
| 2005  | Suède  | Championnat du monde | 5 | 5  | 0 | 5 | 8   | Médaille de bronze |  |           |
| 2006  | Suède  | Jeux olympiques      | 5 | 5  | 4 | 9 | 2   | Médaille d'argent  |  |           |
| 2007  | Suède  | Championnat du monde | 5 | 4  | 2 | 6 | 4   | Médaille de bronze |  |           |
| 2008  | Suède  | Championnat du monde | 4 | 1  | 2 | 3 | 2   | Cinquième place    |  |           |
| 2009  | Suède  | Championnat du monde | 5 | 2  | 0 | 2 | 6   | Quatrième place    |  |           |
| 2010  | Suède  | Jeux olympiques      | 5 | 1  | 1 | 2 | 0   | Quatrième place    |  |           |

## Trophées et honneurs personnels
Suède
- 2005 : élue joueuse de l'année.

Championnats du monde
- 2005 : élue dans l'équipe type.

Jeux olympiques
- 2006 : élue dans l'équipe type.